# Frontul Renașterii Naționale
Frontul Renașterii Naționale (abreviat FRN) a fost un partid politic înființat de regele Carol al II-lea la data de 16 decembrie 1938, fiind primul partid de masă din Regatul României.  Decretul-lege pentru înființarea Frontului Renașterii Naționale specifica în Art. 1 că Frontul Renașterii Naționale este „unică organizație politică în stat", pentru ca Art. 7 să specifice că „orice altă activitate politică decât acea a F.R.N. fiind socotită clandestină, iar autorii pedepsiți". Scopul declarat al F.R.N., enunțat în Art. 2, „mobilizarea conștiinței naționale în vederea întreprinderii unei acțiuni solidare și unitare românești de apărare și propășire a patriei și de consolidare a statului". Art. 6 prevedea că numai F.R.N. avea dreptul de a depune candidaturi în alegeri.
În Monitorul Oficial din 22 iunie 1940 a apărut Decretul-lege pentru transformarea Frontului Renașterii Naționale în Partidul Națiunii, al cărui prim articol specifica faptul că: Frontul Renașterii Naționale devine partid unic și totalitar, sub denumirea de Partidul Națiunii. El va funcționa sub conducerea supremă a Majestății Sale Regelui.

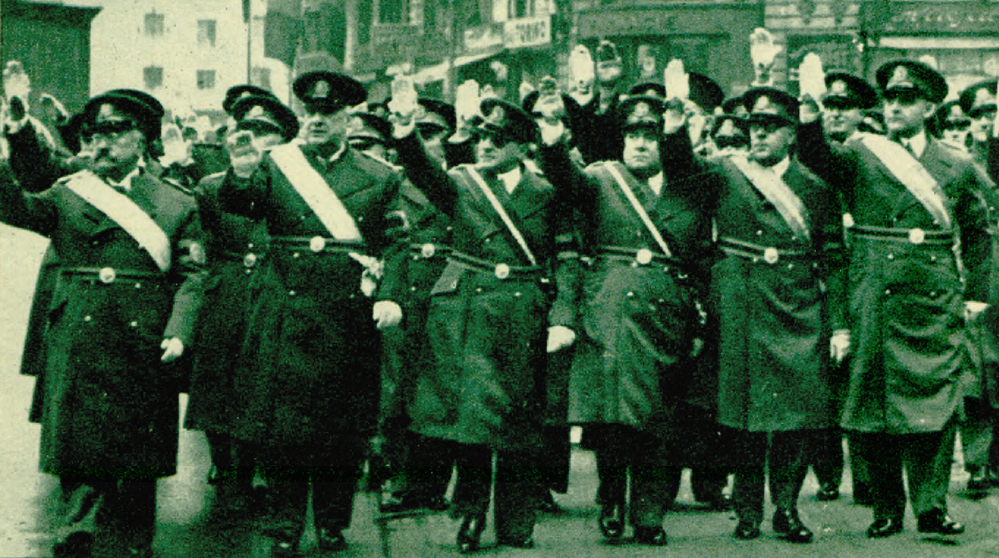
Liderii FRN. De la stânga la dreapta: Alexandru Vaida-Voevod, Constantin Argetoianu, Armand Călinescu, Victor Iamandi, Victor Slăvescu, Mihail Ghelmegeanu

## Istoria

### Context
Conflictul dintre Carol al II-lea și Garda de Fier a devenit remarcat în timpul Alegerilor din 1937, când monarhul a sprijinit Partidul Național Liberal (PNL) al premierului în exercițiu Tătărescu, așteptând ca acesta să voteze; de fapt, rezultatul a fost neconcludent, niciunul dintre partide nu a primit un procent suficient pentru a primi un bonus majoritar și rivalitățile politice au împiedicat orice coaliție. Confruntat cu acest efect, Carol decide să revină la partidul antisemitic Partidul Național Creștin a lui Octavian Goga și A.C. Cuza, punându-l pe Goga ca nou Prim-Ministru la 26 decembrie 1937—Efectiv, acest lucru a determinat ca cele două partide tradiționale principale, PNL și Partidul Național Țărănesc (PNȚ), să devină marginalizate. În schimb, stabilirea noului regim a provocat o migrație de politicieni din PNȚ, cuprinzându-l pe Armand Călinescu, care a ales să sprijine noile politici și s-a alăturat cabinetului Goga.
Un grup paramilitar, Lăncierii cu tricouri albastre, a fost înființat ca noul braț al regimului și a început în curând să acționeze împotriva ambelor grupuri de agitatori ai Gărzii de Fier și a membrilor Comunității Evreiești. Incidentele au avut efecte negative asupra societății românești: clasa de mijloc evreiască a boicotat sistemul retrăgându-și investițiile și refuzând să plătească impozite (până la punctul în care Banca Națională a României a declarat insolvența regimului), în timp ce Franța și Regatul Unit amenințau România cu sancțiuni, iar Uniunea Sovietică și-a retras ambasada din București.

### Ciocnirea cu Garda de Fier
După o confruntare violentă inițială cu Garda de Fier, Goga, asistat de trimisul polonez Mirosław Arciszewski, a semnat un pact cu liderul său Corneliu Zelea Codreanu (8 februarie 1938), o mișcare care a amenințat că va răsturna proiectele originale ale lui Carol. Două zile mai târziu, PNC a fost demis și monarhul a creat un guvern național în jurul lui Miron Cristea, Patriarhul Bisericii Ortodoxe Române, susținut de figuri de dreapta precum Tătărescu, Alexandru Averescu, Alexandru Vaida-Voevod, Nichifor Crainic și Nicolae Iorga.
Noua Constituție corporatistă și autoritară a României, promulgată la 20 febuarie 1938, a proclamat ca interesele domnești, să fie mai presus de cele individuale. Conform textului său, „tuturor românilor, indiferent de etnie și credința lor religioasă” li s-a cerut „să se sacrifice în apărarea integrității, independenței și demnității [țării]”, în timp ce s-a stipulat că „nimeni nu se poate considera liber de îndatoriri civile și militare, publice sau private pe baza credinței religioase sau a oricărui alt tip de credință ".
O lege adoptată în aprilie, care definea „apărarea ordinii statului”, a restricționat toate celelalte forme de asociere politică, a interzis cântările politice și manifestările paramilitare, a interzis organele de presă ale partidelor politice și a condamnat contactele politice dintre forțele românești și patronii externi.
În aprilie, în urma unui conflict orchestrat între Iorga și Codreanu, un număr mare de activiști ai Gărzii de Fier, inclusiv Codreanu însuși, au fost urmăriți și închiși pe ordinele lui Călinescu, ministrul afacerilor interne. În timp ce Carol a asistat la eșecul țărilor europene de a se apăra de progresele naziste germane, consacrate de Anschluss și Acordul de la München, el s-a întâlnit cu Adolf Hitler la Berghof (24 noiembrie 1938) și a devenit convins că România se confruntă cu o soartă similară. Ulterior, el a ordonat decapitarea Gărzii de Fier, pe care a perceput-o drept a cincea coloană pentru germani: în zilele următoare, Codreanu și majoritatea gardienilor de rang înalt au fost asasinați, în timp ce cei secundari, conduși de Horia Sima , au fugit din țară și s-au refugiat în Germania, unde au rămas după izbucnirea celui de-al Doilea Război Mondial. Atunci au început răzbunarea împotriva oficialilor regimului, inclusiv a lui Carol.

### Crearea
FRN în sine a fost creat ca primul partid monopolist din istoria României, prin Decretul regal din 15 decembrie 1938. Legislația a proclamat că, din oficiu, toți membrii Consiliului Regal erau membri ai acestuia, în timp ce toți cetățenii cu vârsta peste 20 de ani ar putea solicita aderarea; prin lege, persoanele care s-au angajat în orice altă activitate politică s-au confruntat cu privarea de drepturile lor civile timp de cel mult 5 ani. Scriind la acea vreme, Călinescu a definit FRN ca „în principal o mișcare spirituală”, proclamând obiectivele FRN de „restabilire a drepturilor statului, a părților sale naturale”, „promovarea intereselor generale ale colectivității” și „[oferind ] viața un sentiment de valoare morală ".
În mai 1939, legea electorală a suferit schimbări drastice: vârsta de vot a fost ridicată la 30 de ani, alegătorii trebuiau să fie alfabetizați și angajați într-unul din cele trei domenii (agricultură și muncă manuală, comerț și industrie, profesii intelectuale) și noi incinte, mai puține au fost întocmite (11 în total, reprezentând cele 10 noi ținuturi și București). Senatul, ai cărui membri eligibili puteau fi votați în funcție doar de membri de rang înalt ai corporațiilor sau breslelor (bresle), cuprindea un număr de membri pe viață (pe lângă cei care dețineau deja funcția până la adoptarea legii, aceștia erau lideri religioși și diverși membri ai Casei Hohenzollern-Sigmaringen - un loc era rezervat lui Mihai, moștenitorul tronului și „Marele Voievod al Alba Iuliei”, de la data majorării sale).
Regimul lui Carol a fost, în general, privit ca (dacă este deloc) superficial fascist și susținut de Regatul Unit și Franța ca un mijloc de a prezenta o linie de apărare împotriva nazismului din Balcani (presa occidentală a susținut, în general, o viziune simpatică asupra FRN). Frontul a adoptat simboluri și discursuri  fasciste. După ianuarie 1939, membrii partidului purtau uniforme (bleumarin sau alb), cu diverse pălării ceremoniale. Salutul roman era un salut obligatoriu.

Steagul partidului

Încă din anii existenței sale, FRN și guvernul său au fost ținta ridicolului, iar ideologia lor a fost descrisă drept „fascism de operetă”. După ce a participat la o sesiune a Parlamentului din 1939, Martha Bibescu a batjocorit cu vederea uniformelor:
„Este o grădină de crini și margarete, un parlament colonial. […] Argetoianu arată ca un elefant alb. ca orice lucru care necesită dezinfectare."

### Prăbușirea
În urma Pactului Molotov – Ribbentrop, la 26 iunie 1940, României i-a fost prezentată de Uniunea Sovietică un ultimatum cu privire la cedarea Basarabiei și a Bucovinei de Nord. Drept urmare, România și-a retras administrația din regiune, lăsând loc pentru anexarea sovietică. Pe 3 iulie, după terminarea retragerii, Carol a remarcat:
"Știrile din Basarabia sunt și mai triste. Din păcate, am avut dreptate în legătură cu așa-numitul [Front al Renașterii Naționale], întrucât unii dintre liderii săi de acolo par să se fi convertit la bolșevism și au fost printre primii care au primit trupele sovietice cu steaguri roșii și flori."
Se știe că procesul descris de Carol s-a produs la Soroca, unde oficialii FRN (fostul prefect Petre Sfeclă, primarul Gheorghe Lupașcu, liderul filialei de partid Alexandru Anop și inspectorul școlar Petre Hrițcu) au găzduit o întâmpinare ceremonială pentru Armata Roșie.
La 30 august 1940, Germania și Italia Fascistă au pus presiune pe România să semneze A Doua Convenție de la Viena, care asigura Transilvania de Nord Ungariei Hortiste (care a adus și prezența militară germană la câteva ore de câmpurile petroliere din județul Prahova). Prin cedarea Dobrogei de Sud către Bulgaria (Tratatul de la Craiova) la începutul lunii septembrie, România Mare, în forma pe care o avea la sfârșitul Primului Război Mondial, ajunsese la sfârșit.
Pe măsură ce trupele maghiare au intrat în Transilvania de Nord, Bucureștiul a devenit scena unor mitinguri publice masive, care au cerut înlocuirea guvernului PN cu unul care să sprijine recuperarea regiunilor pierdute. De asemenea, Garda de Fier a intrat în acțiune: pe 3 septembrie, celulele sale în diferite orașe au încercat să preia administrația, dar nu au reușit din cauza răspunsului autorităților. 
Confruntat cu astfel de incidente, Carol a ales să-și reformeze propriul guvern și a apelat la rivalul său, generalul Ion Antonescu, să formeze o dictatură militară și un cabinet. După ce a fost de acord, Antonescu, cu sprijinul diverselor forțe politice și al armatei române, l-a presat pe Carol să demisioneze și să fie înlocuit cu fiul său Mihai. La 6 septembrie 1940, monarhul a fost de acord să-și părăsească tronul și țara, stabilindu-se în Brazilia la începutul anului 1941; ceea ce a contribuit la această decizie a fost sprijinul lui Sima pentru Antonescu și amenințarea cu asasinarea lui Carol. La opt zile după plecarea lui Carol, Garda de Fier s-a alăturat Conducătorului Antonescu în guvern, înființând astfel Statul Național Legionar (existent până la Rebeliunea legionarilor din ianuarie 1941).
Imediat după ce s-a ocupat de opoziție în interiorul propriei sale tabere (prin marginalizarea facțiunii radicale a lui Ion Zelea Codreanu), Sima a lansat apeluri la represalii violente împotriva foștilor politicieni de top ai FRN și PN. În noaptea de 26–27 noiembrie 1940, șaizeci și patru de prizonieri politici au fost masacrați în Jilava de către filialele Corpului Muncitoresc Legionar și Garda de Fier din Poliția Română (în teorie, ca represalii pentru uciderea lui Corneliu Zelea Codreanu). În același timp, au fost asasinați și trei foști comisari de poliție, reținuți în incinta Bucureștiului. În seara zilei de 27 noiembrie, membrii Gărzii de Fier au luat cu asalt în casele lui Nicolae Iorga și Virgil Madgearu al PNȚ - cei doi au fost răpiți și împușcați; mai devreme în acea zi, oficialii armatei au intervenit pentru a salva viețile foștilor premieri Constantin Argetoianu și Gheorghe Tătărescu.

## Moștenirea culturală
Regimul lui Carol în general și perioada FRN în special s-au remarcat pentru proiectele lor culturale la scară largă. Aceasta a fost o parte integrantă a proiectelor lui Carol de a se impune memoriei colective ca nou fondator și monarh modernizator, cu pretenția că România se află în plină dezvoltare sub conducerea sa. Lucian Boia a indicat că, spre deosebire de predecesorii săi, Carol s-a descris ca „un rege modern, dinamic, prezent în centrul a tot ceea ce se întâmpla în societatea românească”.
Boia a concluzionat că, în ciuda poziției sale inovatoare, Carol a încurajat laude similare față de predecesorul său, Carol I al României, căruia i-a fost frecvent asociat în iconografie și referință culturală (manifestat în special în inaugurarea din 1939 a unei statui ecvestre masive a primului Rege Hohenzollern-Sigmaringen, realizată de Ivan Meštrović și ridicat lângă Palatul Regal).

## Istorie electorală

### Alegeri generale
| Alegeri | Voturi    | Procentaj | Camera Deputaților | Senat   | Poziție       | Guvern             |
| ------- | --------- | --------- | ------------------ | ------- | ------------- | ------------------ |
| 1939    | 1,587,514 | 100%      | 258 / 258          | 88 / 88 | Primul partid | Guvern (1939–1940) |